# Carlo Rustichelli
Carlo Rustichelli (Carpi, 25 de dezembro de 1916 — Roma, 13 de novembro de 2004) foi um musicista e compositor italiano.

## Biografia
Formado em piano e composição em Bolonha, depois de uma breve passagem pelo teatro, estreou em trilha musical de cinema com Gli ultimo filibustieri (1943). Desde então, ele colaborou em cerca de 250 trilhas sonoras, demonstrando uma veia melódica fácil e evocando atmosferas e humores que se adequavam bem a filmes dramáticos, comédias e filmes de comédia. Sua técnica de composição baseava-se em um profundo conhecimento de temas populares, habilmente organizados, mas também variava através de outros gêneros musicais. Exemplar é a esplêndida trilha sonora "jazzata" (títulos principais) do filme "Vogliamo i colonnelli", onde coexiste uma agradável marcha popular nos créditos. Entre suas obras mais famosas, estão aquelas escritas para os filmes de Pietro Germi, uma reunião que iniciou em 1947 com o produtor Luigi Rovere, que cria uma colaboração entre os três que serpenteia através de quase todos os filmes de Germi: por Em nome da lei No Railwayman, do Caminho da Esperança para Senhoras e Senhores, e os filmes feitos pelo produtor de Turim. Foi com Germi que Rustichelli mais trabalhou ao longo de sua carreira.
Sua filha Alida Chelli também trabalhou com Germi, ao cantar uma música no filme A Damned Swindle ("Un maledetto imbroglio"), no qual interpretou uma peça em dialeto romano que foi então proposta por Gabriella Ferri, intitulada Sinnò me moro, e que mais tarde se tornou um clássico da canção italiana, gravado por Lando Fiorini e Gabriella Ferri.
Além de Germi, Rustichelli colaborou com os mais prestigiados diretores italianos, como Bertolucci, Monicelli, Pasolini e Risi, além de Billy Wilder, um dos diretores estrangeiros com quem ele trabalhou, compondo para o fime Avanti! (1972).
Sua também é a música de muitos westerns de espaguete, mas o comentário musical mais famoso permanece a marcha divertida e de fáil memorização composta para L'armata Brancaleone e que depois se tornou um clássico.
Sua atividade para o cinema foi muito intensa, especialmente entre 1950 e 1975; depois de afinar seus compromissos cinematográficos, Rustichelli teve a oportunidade de trabalhar também para a televisão.
Carlo Rustichelli obteve duas Fitas de prata para a melhor trilha sonora: a primeira em 1959 para The Straw Man, de Pietro Germi, a segunda em 1967, para o já citado Armata Brancaleone, de Mario Monicelli. Foi indicado duas vezes ao Óscar de melhor trilha sonora pelos filmes Le quattro giornate di Napoli, dirigido por Nanni Loy e por Divorzio alla 'italiana, de Pietro Germi.
Com o seu filho Paolo Rustichelli, colaborou na produção de várias trilhas sonoras para cinema e TV, incluindo Amici miei - Atto IIIº . Ele está enterrado no cemitério de Carpi, juntamente com sua filha Alida Chelli.
Rustichelli morreu em sua própria casa, em 13 de novembro de 2004.

## Trilha sonora (parcial)[10]
1945
- Na sombra da glória, dirigido por Pino Mercanti

1949
- Em nome da lei, dirigido por Pietro Germi
- O cinto de castidade, dirigido por Camillo Mastrocinque
- Os bandidos, dirigido por Aldo Vergano

1950
- A jornada da esperança, dirigido por Pietro Germi
- O leão de Amalfi, dirigido por Pietro Francisci
- Ministério Público, dirigido por Giacomo Gentilomo

1951
- Il bivio, dirigido por Fernando Cerchio
- Eu falsari, dirigido por Franco Rossi
- Revenge of the corsair, dirigido por Primo Zeglio

1952
- Totò e as mulheres, dirigido por Steno e Mario Monicelli
- O bandido de Tacca del Lupo, dirigido por Pietro Germi
- Prisioneiro da Torre de Fogo, dirigido por Giorgio Walter Chili

1953
- Perdoe-me!, dirigido por Mario Costa
- Eu sempre amei você! de Mario Costa

1954
- Amores de meio século, dirigido por Mario Chiari, Pietro Germi, Glauco Pellegrini, Antonio Pietrangeli, Roberto Rossellini

1955
- Os dois comparsas, dirigido por Carlo Borghesio
- Um lírio quebrado dirigido por Giorgio Walter Chili (canção "Il giglio")

1956
- Ciao, pais ... dirigido por Osvaldo Langini
- Il ferroviere, dirigido por Pietro Germi
- Adeus Desesperado, dirigido por Lionello De Felice

1957
- Pais e filhos dirigido por Mario Monicelli
- Na nossa frente o céu, dirigido por Roberto Savarese

1958
- The Straw Man, dirigido por Pietro Germi
- Valeria little serious girl, dirigido por Guido Malatesta
- Eu não sou mais um guaglione, dirigido por Domenico Paolella
- O homem de calças curtas, dirigido por Glauco Pellegrini

1959
- Uma fraude, dirigido por Pietro Germi
- Esterina, dirigido por Carlo Lizzani
- A primeira noite, dirigido por Alberto Cavalcanti
- Somos dois evasivos, dirigido por Giorgio Simonelli
- Caterina Sforza, a leoa da Romagna, dirigido por Giorgio Walter Chili
- Destino Sanremo, dirigido por Domenico Paolella
- Arrangiatevi!, dirigido por Mauro Bolognini

1960
- Um amor em Roma, dirigido por Dino Risi
- Nós gostamos de frio ...!, dirigido por Steno
- A longa noite de 1943, dirigido por Florestano Vancini
- A Vênus dos Piratas, dirigido por Mario Costa

1961
- Psicossissimo, dirigido por Steno
- Divórcio italiano, dirigido por Pietro Germi
- Os mosqueteiros do mar, dirigido por Steno
- Dia a dia desesperadamente, dirigido por Alfredo Giannetti
- Il ratto delle Sabine, dirigido por Richard Pottier

1962
- Os quatro dias de Nápoles, dirigido por Nanni Loy
- La commare secca, dirigido por Bernardo Bertolucci
- Os titãs estão chegando, dirigido por Duccio Tessari
- O tigre dos sete mares, dirigido por Luigi Capuano
- L'isola di Arturo, dirigido por Damiano Damiani
- Ro.Go.Pa.G., dirigido por Jean-Luc Godard, Ugo Gregoretti, Pier Paolo Pasolini e Roberto Rossellini
- Garota do Bube, dirigido por Luigi Comencini
- Ercole contra Moloch, dirigido por Giorgio Ferroni
- O golpe secreto de d'Artagnan , dirigido por Siro Marcellini

1963
- Os companheiros, dirigido por Mario Monicelli
- La frusta e il corpo, dirigido por Mario Bava

- Sedotta e abbandonata, dirigido por Pietro Germi
- Coriolano hero without country, dirigido por Giorgio Ferroni
- O filho de Cleópatra, dirigido por Ferdinando Baldi
- Os Gigantes de Roma, dirigido por Antonio Margheriti
- O vale do trovão ecoante, dirigido por Tanio Boccia
- Sandokan contra o leopardo Sarawak, dirigido por Luigi Capuano
- Seis mulheres para o assassino, dirigido por Mario Bava
- Sandokan no resgate, dirigido por Luigi Capuano
- Genoveffa di Brabante, dirigido por José Luis Monter

1965
- Buffalo Bill, o herói do Far West, dirigido por Mario Costa
- Signore &amp; signori, dirigido por Pietro Germi
- Os mistérios da selva negra, dirigidos por Luigi Capuano
- O aventureiro de Tortuga, dirigido por Luigi Capuano

1966
- L'armata Brancaleone, dirigido por Mario Monicelli
- Operação medo, dirigido por Mario Bava
- Io, io, io... e gli altri, dirigido por Alessandro Blasetti

1967
- Tiro duplo do camaleão de ouro, dirigido por Giorgio Stegani
- Deus perdoa ... eu não! (sob o pseudônimo de Ángel Oliver), dirigido por Giuseppe Colizzi

1968
- Os sete irmãos Cervi, dirigidos por Gianni Puccini
- Os três que abalaram o Ocidente (Vado, vedo e sparo), dirigido por Enzo G. Castellari
- Os quatro da Ave Maria, dirigido por Giuseppe Colizzi
- Cada um por si, dirigido por Giorgio Capitani
- O pistoleiro marcado por Deus, dirigido por Giorgio Ferroni
- Homem, orgulho, vingança, dirigido por Luigi Bazzoni - não creditado
- Um minuto para rezar, um momento para morrer, dirigido por Franco Giraldi
- Eu bastardi, dirigido por Duccio Tessari
- The Odyssey, mini séries de TV
- Cin cin ... cianuro, dirigido por Ernesto Gastaldi
- Um trem para Durango, dirigido por Mario Caiano

1969
- A batalha de El Alamein, dirigido por Giorgio Ferroni
- Crime quase perfeito, dirigido por Mario Camerini
- Probabilidade zero, dirigido por Maurizio Lucidi

1970
- As castanhas são boas, dirigido por Pietro Germi
- Brancaleone alle crociate, dirigido por Mario Monicelli
- E o dia dos limões negros veio, dirigido por Camillo Bazzoni

1971
- Bubù, dirigido por Mauro Bolognini
- Realizada até o julgamento de Nanni Loy
- Em nome do povo italiano, dirigido por Dino Risi
- O sargento Klems, dirigido por Sergio Grieco

1972
- Mordi e fuggi, dirigido por Dino Risi
- Don Camillo e a juventude de hoje, dirigido por Mario Camerini
- O que aconteceu entre meu pai e sua mãe?, dirigido por Billy Wilder
- Zanna Bianca, dirigido por Lucio Fulci
- Hot Milan, dirigido por Umberto Lenzi
- Lindo, rico, leve defeito físico, procurando alma gêmea, dirigido por Nando Cicero
- Uma corrida louca, louca e louca na Rússia, dirigido por Haddar Rjazanov e Francesco Prosperi
- Alfredo, Alfredo, dirigido por Pietro Germi

1973
- Queremos os coronéis, dirigido por Mario Monicelli
- Tudo por um barril para todos, dirigido por Bruno Corbucci

1974
- O retorno de Zanna Bianca, dirigido por Lucio Fulci
- L'emigrante, dirigido por Pasquale Festa Campanile
- Você deixa a dama que ama sua filha?, dirigido por Gian Luigi Polidoro
- Zanna Bianca para o resgate, dirigido por Tonino Ricci
- Um homem, uma cidade, dirigido por Romolo Guerrieri

1975
- Meus amigos, dirigido por Mario Monicelli
- Il gatto mammone, dirigido por Nando Cicero
- Salvo D'Acquisto, dirigido por Romolo Guerrieri

1976
- Uma mulher na janela ( Une femme à sa fenêtre ), dirigido por Pierre Granier-Deferre

1977
- O último dia do amor (L'homme pressé), dirigido por Édouard Molinaro
- A gangue parisiense, dirigido por Jacques Deray

1978
- 6000 km de medo, dirigido por Bitto Albertini
- Le beaujolais nouveau est arrivé , dirigido por Jean-Luc Voulfow
- Tio Adolfo na arte Führer, dirigido por Franco Castellano e Giuseppe Moccia

1979
- Assassinato no Tibre, dirigido por Bruno Corbucci

1982
- Cabeça ou Cruz, dirigido por Nanni Loy
- Meus amigos - Atto IIº, dirigido por Mario Monicelli

1983
- Il petomane, dirigido por Pasquale Festa Campanile
- O trono de fogo, dirigido por Franco Prosperi

1984
- Ator 2 - O Orion Invencível, dirigido por Joe D'Amato

- A mulher das maravilhas, dirigido por Alberto Bevilacqua
- My Friends Act III, dirigido por Nanni Loy

1991
- Forever, dirigido por Walter Hugo Khouri 1997
- O homem com o charuto na boca, dirigido por Mario Sesti

2009
- Pietro Germi - O bom, o belo, o mau, dirigido por Claudio Bondi

## Itens relacionados
- Alida Chelli, filha
- Simone Annichiarico, sobrinho
- Pietro Germi
- Mario Monicelli
- Luigi Stocchi, acordeonista de Parma com quem Rustichelli trabalhou na década de 1960